# Ернестс Бірзніекс-Упітіс
Ернестс Бірзніекс-Упітіс (латис. Ernests Birznieks-Upītis; *6 квітня 1871, садиба Бісніекі, Дзірціемська волость, Туккумський повіт — †30 грудня 1960) — латвійський письменник.

## Біографія
Народився 6 квітня 1871 в садибі Бісніекі Дзірціемської волості Туккумського повіту, в селянській родині Теодора Бірзніек.
Навчався в Туккумскій міській школі (1887-1889), після закінчення якої склав іспит на право викладання.
Народний учитель за професією, багато поневірявся як по Латвії, так і в Росії, Бірзніекс-Упітіс з великою любов'ю відобразив у своїх оповіданнях життя трудящого люду. Продовжуючи традиції реалістичної новели, кращого латвійського новеліста Рудольфа Блауманіса, Бірзніекс-Упітіс в своїх розповідях дає правдиве, реалістичне відображення дійсності.
Кращі його розповіді присвячені селянству. З великою майстерністю він дає цілу галерею образів бідняків, трудівників, селян і наймитів, «сірих баронів-куркулів». Його кращі розповіді — це яскраве звинувачення існуючого порядку. Всі симпатії письменника на стороні дрібного, непомітного трудівника, експлуатованого і пригнобленого.
Особливо сильні його розповіді, присвячені Революції 1905, де Бірзніекс-Упітіс з великою майстерністю і розумінням показує трагедію латвійського селянства.
До його кращих творів належить «Pelēkā akmens stāsti» (Розповіді сірого каменю), «Pret vakaru» (До вечора), «Pastariņa dienas grāmata» (Щоденник молодшого сина), «Pastariņš skolā» (Молодший син в школі) і інші. Багато з них міцно увійшли в літературу для дітей та юнацтва.
Помер 30 грудня 1960. Похований на Ліелупському цвинтарі Юрмали.

## Пам'ять
- У 1972 на батьківщині письменника було відкрито меморіальний будинок-музей «Бісніекі».
- У 1971 була випущена поштова марка, присвячена Бірзніексу-Упітісу.
- Перша Тукумська початкова школа носить ім'я Ернестса Бірзніекса-Упитіса.
- Одна з вулиць Риги носить його ім'я.

## Твори
- «Розповіді Упита» (1900)
- «З ранку» (1912)
- «Надвечір» (1913)
- «Розповіді сірого каменю» (1914).
- «У кавказьких горах» (1924)
- «Казки Ніни» (1922-1924)
- «Наші друзі» (1925)
- «Щоденник Пастаріня» (1922)
- «Пастарінь в школі» (1923)
- «Пастарінь в житті» (1924)

## Визнання і нагороди
- Орден Трьох зірок IV ступеня (1927)